# KC Da Rookee

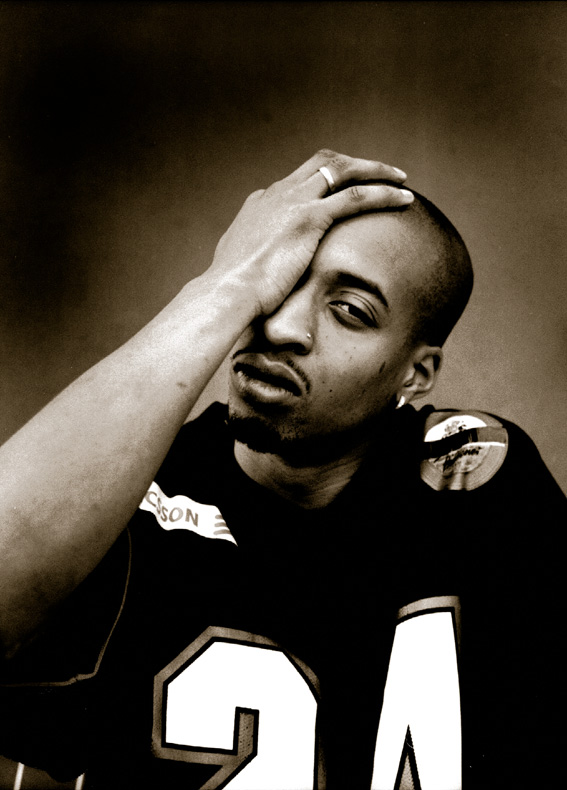
KC Da Rookee

KC Da Rookee (bürgerlich Kirk Cheaviler Douglas, * in Derby, England) ist ein britischer Rapper. Eine größere Bekanntheit erlangte er vor allem Anfang der 2000er Jahre in der Deutschen Hip-Hop-Szene.

## Leben
KC Da Rookee begann seinen musikalischen Werdegang in der Englischen Stadt Nottingham. Seine erste Band war die Broken English Crew, mit der er unter anderem als Vorband für die Fugees, Busta Rhymes und Ice-T auftrat. Nach Deutschland kam er das erste Mal als Spieler des Basketballteams der britischen Armee. Während eines Aufenthalts in Berlin lernte er neben der Berliner Clubszene auch den Ragga Künstler Mystic Dan kennen, mit dem er nach Beendigung seiner Dienstzeit auf Tour ging. Kurz nach seiner Ankunft in Deutschland lebte er erst in Hannover, später in Berlin und dann in Hamburg. In Berlin trat KC Da Rookee mit der Hip-Hop-Crew KMC und den Harleckinz auf. 1998 nahm ihn die Hamburger Plattenfirma Showdown unter Vertrag, bei der er ein Jahr später sein Debütalbum und 2001 sein zweites Album veröffentlichte. Er kollaborierte zu dieser Zeit unter anderem mit bekannten Deutschen Hip-Hop-Künstlern wie Samy Deluxe, Afrob, Dj Desue oder D-Flame.
Im Jahr 2006 verließ er Deutschland und ging nach Nottingham zurück, wo er als Sozialarbeiter arbeitete. Über sein eigenes Label Moroni7 Records veröffentlichte er 2013 sein drittes Studioalbum.
Laut eigenen Aussagen ist KC Da Rookee Jamaikaner.

## Diskografie

### Studioalben
| Titel        | Jahr | Label                           |
| ------------ | ---- | ------------------------------- |
| Rookeestizza | 1999 | Showdown                        |
| Nexcalibur   | 2001 | Showdown, EastWest Records GmbH |
| Chosen       | 2013 | Recordjet                       |

### Singles & EPs
| Titel                                                                      | Jahr      | Label                           |
| -------------------------------------------------------------------------- | --------- | ------------------------------- |
| Classical Leader Feat. K.C. - Why U Wanna Trip On Me (CD, Maxi)            | 1996      | K-Town Records                  |
| Struggle on                                                                | 1998      | Showdown                        |
| First Draft / Whatdadeal / Chemistry                                       | 1998      | Sureshot                        |
| KC Da Rookee Feat. Mystic Dan - Buffalo Soldier                            | 1999      | Showdown                        |
| Got That Thang                                                             | 1999      | Showdown                        |
| Rookee Of The Year                                                         | 2000      | Showdown                        |
| Brooke Russell Feat. KC Da Rookee - Theme Song                             | 2000      | Blacktools                      |
| DJ Desue Feat. Samy Deluxe, KC Da Rookee And D-Flame - Fuk Toemack         | 2001      | Rah Rah Entertainment           |
| Emcee                                                                      | 2001      | Showdown                        |
| Samy Deluxe / KC Da Rookee / Blak Twang / D-Flame / Brooke Russell - Fire! | 2001      | Eimsbush                        |
| KC Da Rookee feat. Aqeel - Somethin’ Different / Watch Dis / Bonafied      | 2001      | Showdown                        |
| Four Fists                                                                 | 2002      | Showdown, EastWest Records GmbH |
| KC Da Rookee Feat. Afrob, Samy Deluxe & D-Flame - Four Fists Part 2        | 2002      | Showdown, EastWest Records GmbH |
| Bless / Hot Souls / All Time Greats                                        | unbekannt | Showdown                        |